# Diethelm Georg Finsler
Diethelm Georg Finsler (* 24. Dezember 1819 in Zürich; † 1. April 1899 ebenda) war ein Schweizer reformierter Theologe.

## Leben
Diethelm Georg Finsler entstammte einem seit dem 15. Jahrhundert in Zürich nachgewiesenen Bürgergeschlecht, das durch Seidenhandel Reichtum und Anerkennung gefunden hatte.
Er studierte zunächst Theologie und Philosophie in Zürich und führte seine Studien anschliessend bei Karl Immanuel Nitzsch in Bonn fort. Nachdem er in Zürich dem Schweizerischen Zofingerverein beigetreten war, wurde er 1842 zudem Mitglied im Bonner Wingolf. 1844 wurde Finsler Vikar in Zürich. 1850 trat er seine erste Pfarrstelle in Berg am Irchel an. 1867 wechselte er nach Wipkingen, 1871 wurde er Pfarrer am Zürcher Grossmünster. Er war von 1866 bis 1895 der letzte Antistes der Zürcher Kirche. Nach Einführung der neuen Kirchenverfassung, für die er jahrelang gekämpft hatte,  wurde er 1895 erster Präsident des Kirchenrats. Die Evangelische Kirchenkonferenz der Schweiz ist wesentlich seiner Initiative zu verdanken. Auch hatte er erheblichen Anteil daran, dass der Karfreitag zu einem bedeutenden Feiertag in der Schweiz erhoben wurde.
Finsler gehörte zu den Vertretern der vermittelnden Theologie. Er veröffentlichte eine Reihe von theologischen Schriften, überwiegend zur Kirchengeschichte, und wurde 1860 von der theologischen Fakultät der Universität Basel mit der Ehrendoktorwürde ausgezeichnet.
Finsler war seit 1849 mit Magdalena Elisabeth Zeller verheiratet. Sie hatten sieben Kinder, darunter den Altphilologen Georg Finsler und den Pfarrer Rudolf Finsler (1865–1929).

## Schriften (Auswahl)
- Kirchliche Statistik der reformierten Schweiz, 1854–1856.
- Arbeiten über Johannes Kaspar Lavater, 1856
- Johann Jakob Füßli, Pfarrer am Neumünster und alt Antistes. Erinnerungen aus seinem Leben und Wirken, 1860.
- Georg Geßner, weiland Pfarrer am Großmünster und Antistes in Zürich. Ein Leben aus der Zürcher Kirche, 1862.
- Die Trunksucht als soziales Übel und Mittel zur Abhilfe derselben, 1880.
- Ulrich Zwingli, Festschrift zur Feier seines 400jährigen Geburtstags, 1884.